# Caprica
Caprica je americký sci-fi televizní seriál vysílaný v roce 2010 na stanici Syfy. Celkem vzniklo 19 dílů. Caprica je spin-offem a zároveň prequelem seriálu Battlestar Galactica vysílaného stejnou televizí mezi lety 2005 a 2009.
Odehrává se 58 let před "Pádem 12 kolonií" a zaměřuje se na osudy ředitele společnosti, která vyvine prvního robota s umělou inteligencí – Cylona. Seriál se soustředí na život rodin Graystonových a Adamových (objeví se i mladý William Adama).
Pod seriálem jsou podepsáni oba producenti Battlestar Galacticy Ronald D. Moore i David Eick, ale také Remi Aubuchon. Byl natočen úvodní pilotní dvojdíl, natáčení seriálu začalo v létě 2009. Seriál byl však pro nízkou sledovanost po 18 epizodách předčasně ukončen.
Dvouhodinový pilotní díl vyšel na DVD v rozšířené a necenzurované verzi 21. dubna 2009. Na Syfy byl poprvé odvysílán až spolu s první sezónou v roce 2010. V druhé polovině první sezóny seriálu Caprica převzala otěže po Ronu Mooreovi bývalá scenáristka Battlestar Galacticy Jane Espenson. Dalšími členy scenáristického týmu byli Michael Taylor, John Zinman, Patrick Massett, Kath Lingenfelter, Matt Roberts, Ryan Mottesheard a Drew Z. Greenberg.

## Seznam dílů
| Č. v seriálu | Původní název                | Režie           | Scénář                                                                                         | Premiéra v USA                |
| ------------ | ---------------------------- | --------------- | ---------------------------------------------------------------------------------------------- | ----------------------------- |
| 1–2          | Pilot (Part 1)Pilot (Part 2) | Jeffrey Reiner  | Remi Aubuchon a Ronald D. Moore                                                                | 22. ledna 2010                |
| 3            | Rebirth                      | Jonas Pate      | Mark Verheiden                                                                                 | 29. ledna 2010                |
| 4            | Reins of a Waterfall         | Ronald D. Moore | Michael Angeli                                                                                 | 5. února 2010                 |
| 5            | Gravedancing                 | Michael Watkins | námět: Jane Espenson a Michael Angeli scénář: Jane Espenson                                    | 19. února 2010                |
| 6            | There is Another Sky         | Michael Nankin  | Kath Lingenfelter                                                                              | 26. února 2010                |
| 7            | Know Thy Enemy               | Michael Nankin  | námět: Patrick Massett, John Zinman a Matthew B. Roberts scénář: Patrick Massett a John Zinman | 5. března 2010                |
| 8            | The Imperfections of Memory  | Wayne Rose      | Matthew B. Roberts                                                                             | 12. března 2010               |
| 9            | Ghosts in the Machine        | Wayne Rose      | Michael Taylor                                                                                 | 19. března 2010               |
| 10           | End of Line                  | Roxann Dawson   | Michael Taylor                                                                                 | 26. března 2010               |
| 11           | Unvanquished                 | Eric Stoltz     | Ryan Mottesheard                                                                               | 5. října 2010                 |
| 12           | Retribution                  | Jonas Pate      | Patrick Massett a John Zinman                                                                  | 12. října 2010                |
| 13           | Things We Lock Away          | Tim Hunter      | Drew Z. Greenberg                                                                              | 19. října 2010                |
| 14           | False Labor                  | John Dahl       | Michael Taylor                                                                                 | 26. října 2010                |
| 15           | Blowback                     | Omar Madha      | Kevin Murphy                                                                                   | 2. listopadu 2010 (na Space)  |
| 16           | The Dirteaters               | John Dahl       | Matthew B. Roberts                                                                             | 9. listopadu 2010 (na Space)  |
| 17           | The Heavens Will Rise        | Michael Nankin  | Patrick Massett a John Zinman                                                                  | 16. listopadu 2010 (na Space) |
| 18           | Here Be Dragons              | Michael Nankin  | Michael Taylor                                                                                 | 26. listopadu 2010 (na Space) |
| 19           | Apotheosis                   | Jonas Pate      | Kevin Murphy a Jane Espenson                                                                   | 30. listopadu 2010 (na Space) |